# Cavalcade de Herve
 (janvier 2022).
Si vous disposez d'ouvrages ou d'articles de référence ou si vous connaissez des sites web de qualité traitant du thème abordé ici, merci de compléter l'article en donnant les références utiles à sa vérifiabilité et en les liant à la section « Notes et références ».
La cavalcade est une fête folklorique de la ville de Herve en Belgique (province de Liège) qui se déroule chaque lundi de Pâques.

## Description

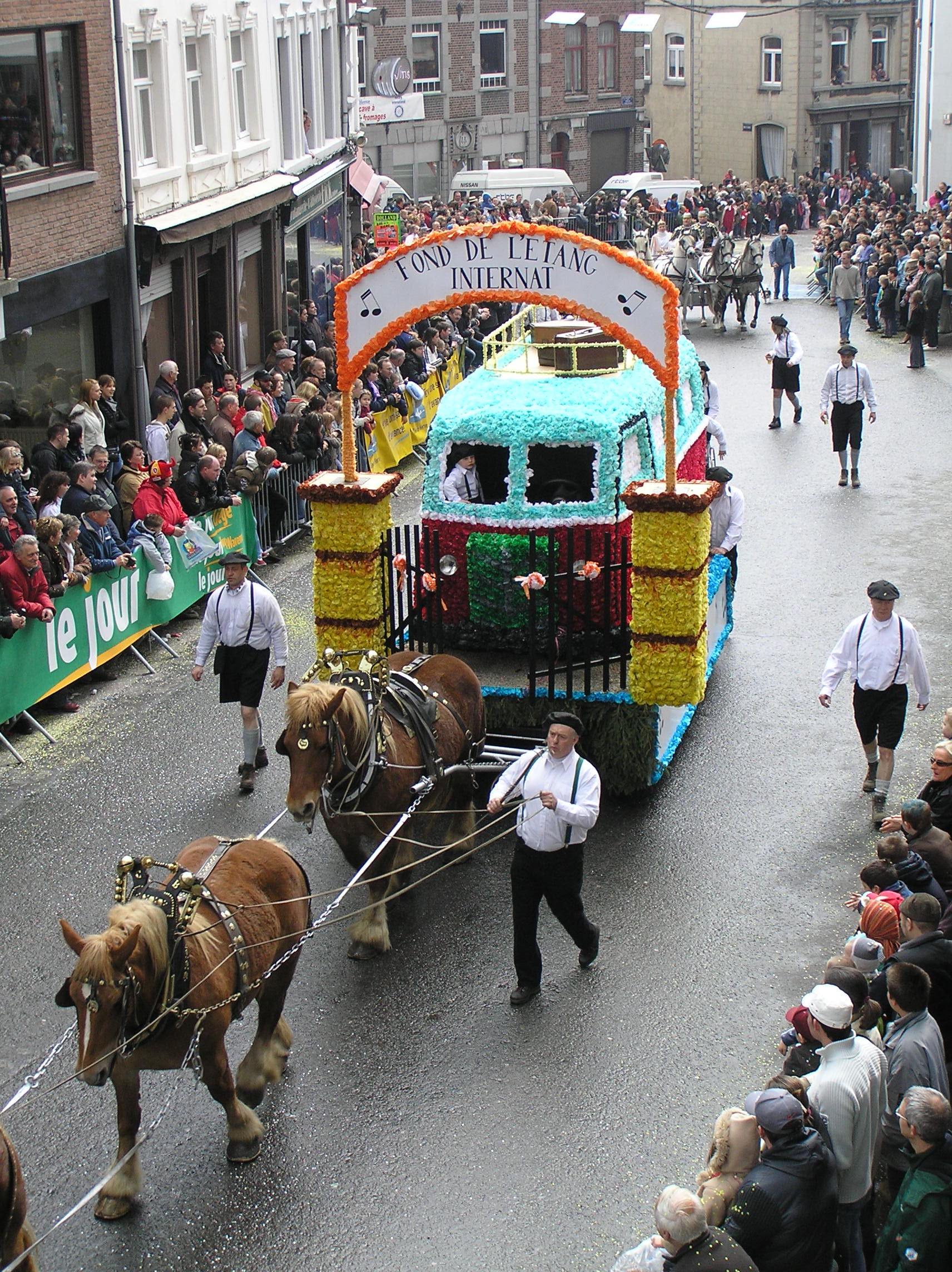
La Cavalcade de Herve.

La cavalcade n'est pas à proprement dit un carnaval ni un lætare car elle ne se situe pas pendant les périodes propices à ces manifestations. Elle en a toutefois plusieurs caractéristiques. Un parcours à travers la ville de chars, de fanfares, de groupes folkloriques et un rondeau final. Tous ces éléments sont communs aux autres carnavals de la région. Toutefois, la particularité de la cavalcade vient du fait que tous les chars sont tractés par des chevaux de trait. Cette tradition avait quasiment disparu. Mais grâce à la volonté du Syndicat d'initiative Herve Attractions, tous les chars sont de nouveau mus par la traction chevaline. Aujourd'hui, plus de 150 chevaux de trait, principalement des Ardennais et des Brabançons, participent à la cavalcade.
Parmi les groupes folkloriques et les nombreuses harmonies, on peut citer les Hevurlins et leurs Grosses Têtes, la clique de la Royale Garde Saint-Jean ou encore la confrérie de la Poule noire de Herve.

## Historique
En 2022, la 144e édition de cette manifestation folklorique se tient dans les rues de la cité wallonne.
C'est en 1867 que la première cavalcade a été organisée. Pendant les premières années, elle fut organisée pendant la période des carnavals. Mais le succès ne fut pas au rendez-vous. Plus tard, elle fut déplacée au lundi de Pâques. La fréquentation ne fit que croître et, aujourd'hui, il n'est pas rare que 50 000 personnes assistent à l'événement ce qui en fait une des manifestations les plus populaires de la province de Liège.

## Parcours
Le cortège de la cavalcade se compose de deux tours dans le centre de Herve pour un total d'environ 7 kilomètres. Un grand tour suivi d'un petit tour.
Le départ a lieu sur la place Albert Ier (Avenue Dewandre). Le cortège passe ensuite par les rues des Écoles, de la Station, des Martyrs, de la Clef, traverse le centre historique de Herve, monte la rue Haute et rejoint la place Albert Ier par la rue Moreau. Le second tour coupe par les rues Neuve et du Stade avant de rejoindre le centre et la place de l'Hôtel de Ville où a lieu le rondeau final.

## Programme
Les festivités liées à la cavalcade commencent le vendredi et se poursuivent jusqu'au lundi soir.
Le lundi de Pâques, le programme est le suivant :
- le Prélude à la cavalcade en fin de matinée.
- le départ du cortège depuis la place Albert Ier vers 14 heures.
- le rondeau final (Harmonies) sur la place Albert Ier vers 17 heures.
- le tir de campes par les Carillonneurs herviens en soirée.
- le feu d'artifice en soirée.

## Sources et liens externes
- Site officiel de la cavalcade de Herve
- www.herve.be